# سيد سليمان
سيد سليمان (3 يونيو 1901 - 12 يوليو1981) هو ممثل ومونولوجست مصري.

## حياته ونشأته
درس في مدرسة الفرير بالقدس، وأشتهر بتقليد نجوم السينما العالمية، ترك التعليم بسبب تعرض والده لأزمة مالية وعمل بمكتب محاماة. بدأ المسيرة الفنية من خلال المشاركة في السينما الصامتة بفيلم البحر بيضحك ليه عام 1928 من إخراج الفنان إستفان روستى، عمل في العديد من الفرق، مثل فرقه أمين صدقى وبديعة مصابني وعلي الكسار. انتقل إلى القاهرة وعمل مع نجيب الريحاني في مسرحيات "الدنيا على كف عفريت" و"الدنيا لما تضحك". هو والد جدة الممثلة المصرية ياسمين صبري.

## مسيرته

### الرقابة الفنية
تسبب سيد في ظهور الرقابة على المصنفات الفنية، حيث كتب مقالًا لمجلة الكواكب سنة 1952 عنوانه المونولوج الذي خلق الرقابة، وروى أنه قدم سنة 1927 مونولوج على مسرح روض الفرج حمل المونولوج اسم الشيخ العايق، وكان يرتدي بعض الملابس الخاصة وكان يهدف لمواجهة ظاهرة المعاكسة، إلا أن كلمات المونولوج تسببت في غضب الأزهر، قدم العديد من البلاغات إلى وزارة الداخلية، التي أرسلت إليه في النهاية إنذارًا، وطالبته بعدم تقديم أية مونولوج إلا بعد تقديم كلماتها على الرقابة الفنية.

## أعماله

### المسرح
- إلا خمسة (1963)
- حكاية كل يوم (1963)
- الشايب لما يدلع (1962)
- استنى بختك (1961)
- الفانوس السحري (1960)
- حسن ومرقص وكوهين (1960)
- معا إلى الأبد (1960)
- حب إلى الأبد (1959)
- انت حبيبي (1957)
- لزقة إنجليزي (1956)
- ابليس و شركاه (1955)

### مسلسلات إذاعية
- ساعة لقلبك (1957)

### أفلام
- ابن الحارة (1953)
- السيد البدوي (1953)
- اللقاء الأخير (1953)
- حكم قراقوش (1953)
- عائشة (1953)
- عايزة أتجوز (1952)
- المعلم بلبل (1951)
- قطر الندى (1951)
- وداعًا يا غرامي (1951)
- الأفوكاتو مديحة (1950)
- ظلموني الناس (1950)
- كيد النساء (1950)
- الزناتي خليفة (1948)
- عاشت في الظلام (1948)
- عنبر (1948)
- مغامرات عنتر وعبلة (1948)
- سلوى (1946)
- شهر العسل (1945)
- عنتر وعبلة (1945)
- رصاصة في القلب (1944)
- البؤساء (1943)
- حب من السماء (1943)
- أحلام الشباب (1942)
- بحبح باشا (1938)
- مبروك (1937)
- حوادث كشكش بيك (1934)
- صاحب السعادة كشكش بيه (1931)
- البحر بيضحك (1928)